# قرارگاه صاحب‌الزمان
قرارگاه صاحب‌الزمان یکی از قرارگاه‌های ده‌گانه نیروی زمینی سپاه پاسداران است، که سرتیپ‌ پاسدار مرتضی کشکولی فرماندهی آن را برعهده دارد. شهر قم به عنوان محل استقرار حوزه علمیه قم و پایگاه اصلی روحانیت حاکم در ایران در حوزه استحفاظی این قرارگاه قرار دارد. سپاه‌های استانی تحت امر قرارگاه صاحب‌الزمان، سپاه روح‌الله مرکزی، علی بن ابیطالب قم، صاحب‌الامر قزوین و قائم آل‌محمد سمنان می‌باشند و لشکر ۱۷ علی ابن ابیطالب قم، تیپ ۷۱ روح‌الله اراک، تیپ ۱۲ قائم سمنان و تیپ ۸۲ صاحب‌الامر قزوین، مهم‌ترین یگان‌های تحت امر این قرارگاه هستند.